# Kreissparkasse Altenkirchen
Die Kreissparkasse Altenkirchen war eine rheinland-pfälzische Sparkasse mit Sitz in Altenkirchen. Sie war eine Anstalt des öffentlichen Rechts und fusionierte zum 1. Juni 2015 mit der Kreissparkasse Westerwald zur Sparkasse Westerwald-Sieg.

## Organisationsstruktur
Das Geschäftsgebiet der Kreissparkasse Altenkirchen umfasste den Landkreis Altenkirchen im Westerwald, welcher auch Träger der Sparkasse war. Rechtsgrundlagen waren das Sparkassengesetz für Rheinland-Pfalz und die Satzung der Sparkasse. Organe der Sparkasse waren der Vorstand und der Verwaltungsrat.

## Sparkassen-Finanzgruppe
Die Kreissparkasse Altenkirchen war Teil der Sparkassen-Finanzgruppe und gehörte damit auch ihrem Haftungsverbund an. Die Sparkasse vermittelte Bausparverträge der regionalen Landesbausparkasse, offene Investmentfonds der Deka und Versicherungen der Provinzial Rheinland. Im Bereich des Leasing arbeitete die Kreissparkasse Altenkirchen mit der Deutschen Leasing zusammen. Die Funktion der Sparkassenzentralbank nahm die Landesbank Baden-Württemberg wahr.

## Geschichte
Die Kreissparkasse Altenkirchen wurde am 2. Januar 1858 gegründet und bezog zunächst ein Geschäftslokal in der Kölner Straße in Altenkirchen. Durch die Ausweitung ihres Geschäftsbetriebs waren bald größere Räumlichkeiten vonnöten, was durch den Umzug in das Kreishaus (1888) bzw. den Bezug eines eigenen Gebäudes in der Rathausstraße (1906) erreicht wurde.
Der Anschluss an das Sparkassenrechenzentrum Mittelrhein in Bendorf 1968 ermöglichte eine schrittweise Umstellung der Sparkasse auf die elektronische Datenverarbeitung. Der Umzug in einen Neubau am Schlossplatz wurde im Jahr 1974 vollzogen. Nach kontroversen Diskussionen um die Bauform (Volksmund: Schiffshebewerk) sowie brandschutztechnischer Bedenken aufgrund der Asbestverarbeitung wurde die Hauptstelle 20 Jahre später zugunsten eines Neubaus abgerissen, der 1995 bezogen werden konnte.
Die Kreissparkasse Altenkirchen fusionierte schließlich zum 1. Juni 2015 mit der Kreissparkasse Westerwald zur Sparkasse Westerwald-Sieg.

### Wirtschaftliche Entwicklung
| Eckdaten                     | 2006    | 2007    | 2008    | 2009    | 2010    |
| ---------------------------- | ------- | ------- | ------- | ------- | ------- |
| Bilanzsumme (in Mio. Euro)   | 1.058,1 | 1.098,8 | 1.141,8 | 1.182,7 | 1.192,1 |
| Einlagen (in Mio. Euro)      | 785,8   | 830,3   | 824,7   | 915,5   | 950,9   |
| Kundenkredite (in Mio. Euro) | 688,3   | 689,8   | 708,3   | 698,2   | 767,0   |
| Mitarbeiter                  | 343     | 344     | 345     | 340     | 333     |